# Чапманов стик
Чапмановият стик или просто стик е електрически музикален инструмент, разработен от Емет Чапман в началото на 70-те години на 20 век. Принадлежащ на семейството на китарените инструменти, Чапмановия стик има обикновено 10 или 12 струни, които се настройват всяка поотделно. Използва се като басов инструмент, а също за мелодични линии, акорди и текстури. Проектиран като полифоничен струнен инструмент, той може да покрие няколко от тези музикални функции едновременно. 